# 聖伊天體育會

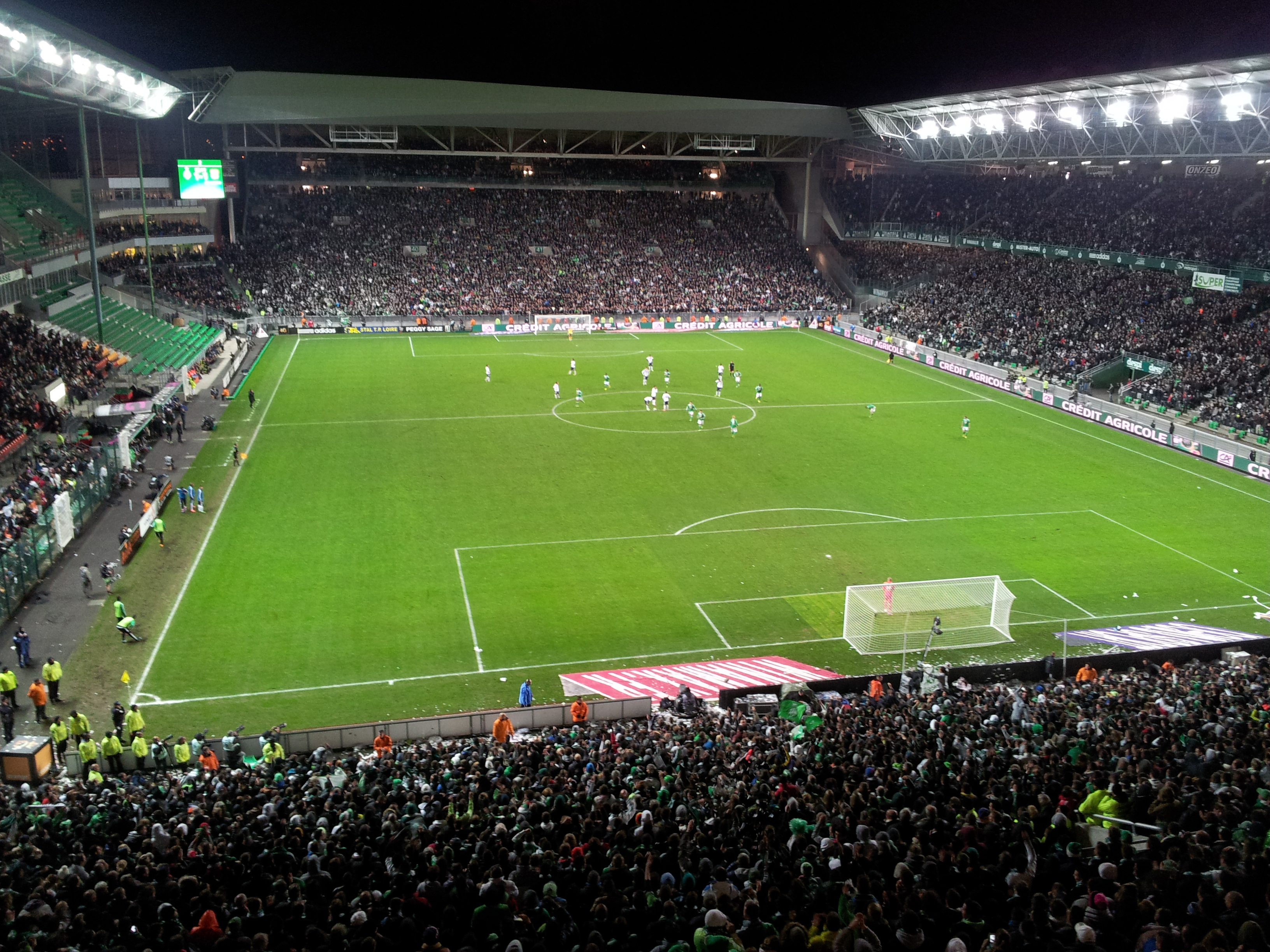
格奥弗罗伊·居萨球场

聖伊天體育會（法語：Association Sportive de Saint-Étienne Loire，法語發音：[a.sɔ.sja.sjɔ̃ spɔrtɪv də sɛ̃.t‿etjɛn lwaʁ]，簡稱A.S. Saint-Étienne 或首字母縮略字ASSE）是法國的一家體育會，位處法國中东部卢瓦尔省首府的聖德田市。聖伊天乃法國一家最具歷史兼最成功的體育會，曾10奪法國甲組聯賽冠軍。

## 球會歷史
圣艾蒂安競技俱乐部是在1919年由卡西諾集團的僱員成立。當時球會只是採用雜貨店招牌作名稱，因法國足總規例所限，1920年改稱 Amical Sporting Club。球會名稱經過多次更改，最於1933年正式稱為聖伊天體育會。
聖伊天首個法甲聯賽冠軍是在1957-58年獲得，翌年出席歐洲賽事。但之後要到1964年才再奪法甲冠軍。1967至1970年間聖伊天更連續四屆贏法甲聯賽冠軍，和兩屆法國杯冠軍。踏入七十年代聖伊天再踏上高峰，在1974年和1975年兩屆再度成為聯賽和杯賽雙料冠軍；1976年不但聯賽衛冕成功，在歐冠杯更闖入決賽，只是不敵當時的歐冠杯冠軍拜仁慕尼黑。至於第十個聯賽冠軍則是在1981年取得。
在1982年一單財務醜聞導致球隊的衰敗。當時的會長羅傑·羅什（Roger Rocher）被迫離開球隊而且在監牢中度過好幾個月。自此以後，球隊不但一個冠軍也沒取得，大部分時間只能在甲組下游，甚或在乙組中渡過。直到2004年奪得乙組冠軍後再升回頂級聯賽，隨即獲得聯賽第六位，取得圖圖盃的參賽資格，再次進軍歐洲比賽。

## 球會榮譽
- 法國甲組足球聯賽
  - 冠軍（10）：1957、1964、1967、1968、1969、1970、1974、1975、1976、1981
  - 亞軍（3）：1946、1971、1982

- 法國乙組足球聯賽
  - 冠軍（3）：1963、1999、2004
  - 亞軍（2）：1938、1986

- 法國盃
  - 冠軍（6）：1962、1968、1970、1974、1975、1977
  - 亞軍（3）：1960、1981、1982

- 法國聯賽盃
  - 冠軍（1）：2013

- 歐洲聯賽冠軍盃
  - 亞軍（1）：1976

## 著名球星
| - 威利·萨尼奥尔 (Willy Sagnol) - 亚历克斯 (Alex) - 艾梅·雅凯 (Aime Jacquet) - 白蘭斯（Laurent Blanc） - 杜高域 (Vladimir Durković) - 雅克·桑蒂尼（Jacques Santini） - 多米尼克·巴特納伊（Dominique Bathenay） - 洛捷圖（Dominique Rocheteau） |  | - 立普（Johnny Rep） - 米拿（Roger Milla） - 卢博米尔·莫拉夫奇克（Lubomir Moravčík） - 哥柏（Grégory Coupet） - 奧巴美揚（Pierre-Emerick Aubameyang） - 阿迪爾·奧奇切（Adil Aouchiche） |

## 外部連結
- 聖伊天官方網站 （页面存档备份，存于）（法文）